# Tofizopám
A tofizopám rövid hatástartamú, széles terápiás indexű, gyenge anxiolítikum. Pontos hatásmechanizmusa nem ismert. Nemcsak kémiai felépítésében, hanem farmakológiai és klinikai farmakológiai tulajdonságaiban is különbözik az 1,4-benzodiazepinektől. Hatásos vegetatív tünetekkel, fáradtsággal, apátiával járó szorongásos állapotok kezelésére. Egyéb benzodiazepinekkel ellentétben nem rendelkezik, szedato-hypnotikus, izomrelaxáns és antikonvulzív hatásokkal, nem befolyásolja károsan a pszichomotoros, kognitív és memóriafunkciókat, azonban enyhe stimuláns aktivitása van. Nagyon alacsony a toxicitása és enyhék a mellékhatásai. Hosszú távú alkalmazása sem vezet szomatikus vagy pszichés dependencia kialakulásához. 

## Fordítás
- Ez a szócikk részben vagy egészben  a   Tofisopam című angol Wikipédia-szócikk fordításán alapul.  Az eredeti cikk szerkesztőit annak laptörténete sorolja fel. Ez a jelzés csupán a megfogalmazás eredetét és a szerzői jogokat jelzi, nem szolgál a cikkben szereplő információk forrásmegjelöléseként.